# Alfonso Márquez de Prado
Alfonso Márquez de Prado (El Espinar, 1557 – Segovia, 1621) fue un noble y religioso español que ocupó los cargos de inquisidor, obispo de Tortosa, de Cartagena y de Segovia.

## Biografía
Nació en la villa de El Espinar en 1557, y fue hijo de Alonso Márquez de Prado y de Catalina González de Vivero, pertenecientes a la nobleza local.
Inició sus estudios en Ávila, y pasó a la Universidad de Salamanca, siendo colegial de San Bartolomé, licenciándose en leyes y cánones. 
Fue inquisidor de Barcelona, así como fiscal y consejero del Consejo Supremo de la Inquisición. 
Sucesivamente fue nombrado obispo de Tortosa, de Cartagena y de Segovia, en cuya ciudad murió el 7 de noviembre de 1621.
Fue enterrado entre los coros de la catedral de Segovia.

## Sucesión
| Predecesor: Isidoro de Aliaga                | Obispo de Tortosa 1612 - 1616   | Sucesor: Luis de Tena                |
| Predecesor: Francisco Gomarra                | Obispo de Cartagena 1616 - 1618 | Sucesor: Antonio Trejo               |
| Predecesor: Juan Vigil de Quiñones y Labiada | Obispo de Segovia 1618 - 1621   | Sucesor: Íñigo de Brizuela y Arteaga |